# Deportivo Anzoátegui

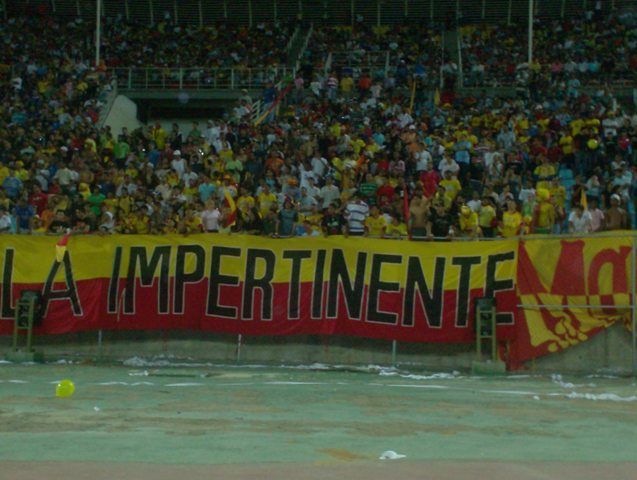
Fans

Deportivo Anzoátegui is een Venezolaanse voetbalclub uit Puerto La Cruz. De club werd in 2002 opgericht en speelt in de Primera División.